# Tanystrosuchus posthumus
Tanystrosuchus posthumus es la única especie conocida del género dudoso extinto Tanystrosuchus (gr. "cocodrilo de vértebra elongada") de dinosaurio saurisquio terópodo que vivió a finales del período Triásico, hace unos 208 millones de años, durante el Noriense, en lo que es hoy en día Europa. Es conocido a partir de una única vértebra del cuello de la especie T. posthumus, hallada en la formación Stubensandstein en la actual Alemania. La vértebra usada para nombrar a Tanystrosuchus, espécimen SMNS 4385, fue hallada originalmente por S.F.J. von Kapff en la década de 1860. Christian Erich Hermann von Meyer describió la vértebra en 1865, pero no intentó clasificarla. En 1907, Friedrich von Huene examinó el fósil y lo reconoció como parte de un dinosaurio terópodo. Él creyó que pertenecía al género de prolacertiforme Tanystropheus, considerado como un terópodo en aquella época, y nombró una nueva especie para este, Tanystropheus posthumus.  La vértebra fue añadida a las colecciones del Staatliches Museum for Naturkunde en Stuttgart, pero fue catalogada como un espécimen del fitosáurido Nicrosaurus. En 2000, Oliver Rauhut y Axel Hungerbühler reexaminaron el espécimen y concluyeron que, aunque era similar en algunos aspectos al terópodo contemporáneo Liliensternus, y que definitivamente provenía de un terópodo, no podía ser clasificado con precisión debido a su naturaleza incompleta. Se considera por esta razón que Tanystrosuchus es un nomen dubium.